# Infanteriefahrzeug
Infanteriefahrzeuge  (If.) waren bespannte Fahrzeuge der ehemaligen deutschen Reichswehr und Wehrmacht, die dort überwiegend in der Infanterie eingesetzt wurden. Sie dienten vornehmlich dem Transport von besonderen Waffen der Infanterie und deren Munition, z. B. Maschinengewehren, Granatwerfern, Minenwerfern und Infanteriegeschützen.
Die Heeresfahrzeuge wurden demgegenüber in allen Waffengattungen genutzt.
Die Nummerierung der Infanteriefahrzeuge entstand in der späten Reichswehrzeit, etwa Ende der 1920er-Jahre. Dabei wurde nur der vorhandene Fuhrpark nummeriert; Fahrzeuge, die zu diesem Zeitpunkt nicht mehr im Deutschen Heer genutzt wurden, erhielten keine Nummern mehr. Das Nummernsystem wurde später von der Wehrmacht fortgeführt. Übersichten dazu finden sich in Liste von Radfahrzeugen der Wehrmacht, in Liste der Sonderkraftfahrzeuge der Wehrmacht sowie in Liste von Anhängern und Sonderanhängern der Wehrmacht.
Nach der Bauart wurden dabei unterschieden:
- unbespannte einachsige Karren (Handkarren)
- bespannte einachsige Karren, meist einspännig gefahren
- mehrspännige einachsige Vorderwagen (Protzen), zum Ziehen von Geschützen oder Hinterwagen
- unbespannte einachsige Hinterwagen, zum Zug durch Protzen.

## Maschinengewehr-Handwagen
Im deutschen Heer führte die Infanterie ihre Maschinengewehre beim Marsch auf bespannten Fahrzeugen (bzw. Tragtieren) mit. Wo die bespannten Fahrzeuge aufgrund des Geländes oder der feindlichen Waffenwirkung nicht mehr benutzt werden konnten, wurden zum Transport der leichten und schweren Maschinengewehre Handwagen verwendet.

### Maschinengewehr-Handziehwagen
Bereits Anfang 1904 verfügte das 1. Seebataillon der Kaiserlichen Marine in Deutsch-Südwestafrika über Handziehwagen für das schwere MG 03, um seine Maschinengewehre nach Landungen von See auch ohne Pferde fortbewegen zu können. Ab 1912 wurden die Maschinengewehr-Züge aller drei Seebataillone mit einem neu entwickelten Handziehwagen für das schwere MG 08 ausgestattet. Während des Ersten Weltkrieges wurden diese Handziehwagen beim Deutschen Marinekorps in Flandern genutzt.
Der leer ca. 40 kg wiegende, unbespannte Karren transportierte das schwere MG 08 auf Dreibein-Lafette, 8 Patronenkästen zu je 250 Schuss Munition, einen Kühlwasserausgleicher und einen Werkzeugzubehörkasten. Er wurde von 5 Mannschaften bewegt: Ein Mann führte den Karren an zwei langen, seitlich angebrachten Stangen, während die 4 anderen Mannschaften den Karren mit Hilfe von Zugseilen zogen.

### Maschinengewehrhandkarren (Versuch)
1916 wurde durch die Maschinengewehr-Kompanie des Infanterie-Regimentes 114 der 29. Division in der Champagne ein einfacher Handkarren für das schwere MG 08 erprobt, über dessen allgemeine Einführung in das deutsche Heer keine Informationen vorliegen, obwohl er sich gut bewährt haben soll.
Der leer ca. 15 kg wiegende, unbespannte Karren diente dem Transport des schweren MG 08. Beladen mit dem MG 08 auf seiner Schlittenlaffette mit angebautem Panzermantel für Wasserkühlung mit Schutzschild wog das Fahrzeug 97 kg. Gezogen wurde der einachsige und mit einer Lenkstange versehene Karren im Mannschaftszug unter Verwendung von Riemen des Tragegeschirrs 06. Im Gegensatz zum anderen Maschinengewehr-Hand(zieh)wagen konnten hier keine Patronenkästen oder anderes Zubehör verlastet werden.

### Handwagen für MG 08 und MG 08/15
Beim Artillerie-Konstruktionsbüro Spandau entwickelt und ab 1917 sowohl bei der Truppe als in Werkstätten im Heimatland selbst hergestellt, wurde dieser leer ca. 60 kg wiegende und von 2 Mannschaften an einer Handdeichsel gezogene Handwagen ab 1917 bei der Truppe zum Transport der leichten MG 08/15 auf Gabel-Lafette bzw. der schweren MG 08 auf Lafette verwandt. Er fasste neben dem Maschinengewehr auch vier Patronenkästen 15 (aus Blech) bzw. drei Patronenkästen aus Holz und einen Tragekasten 16 mit 2 Patronenkästen 16 oder aber anderes Material und wog dann insgesamt bis zu 175 kg. Nach Abnehmen der Räder sollten die Handwagen auch als Schlitten gezogen werden können.
Während des Ersten Weltkrieges wurden Handwagen für MG 08/15 (das „leichte“ MG) in den Maschinengewehrgruppen der
Schützenkompanien eingesetzt. Die Handwagen für MG 08 (das „schwere“ MG) wurden in den Maschinengewehrkompanien der Infanterie-Regimenter, in selbstständigen Maschinengewehr- und Maschinengewehr-Scharfschützenzügen sowie in den Maschinengewehrabteilungen (der Kavallerie-Divisionen) verwendet.
Die Schützen-Züge der Reichswehr waren mit je zwei leichten Maschinengewehren MG 08/15 bzw. MG 08/18 und zwei Handwagen dazu ausgestattet. Beim Marsch wurden die Handwagen zu zweit nebeneinander an die als Gefechtswagen genutzten leichten Feldwagen (Hf.1) angehängt.
Mit Umstellung auf die Einheitsgruppe (ca. 1930) wurden die Handwagen für das (leichte) MG 08/15 offenbar nicht mehr benutzt, während die Handwagen für das schwere MG 08 ab 1926 durch Maschinengewehr-Handwagen für MG 08 mit Schlitten (If.1) oder Dreifuß (If.2) abgelöst wurden.
Aber noch 1939 soll die SS-Heimwehr Danzig solche Handkarren zum Transport von 8 cm Granatwerfern 34 benutzt haben.

### Maschinengewehr-Handwagen für MG 08 mit Schlitten (If.1) oder Dreifuß (If.2)
Diese 1926 in die Reichswehr eingeführten Maschinengewehr-Handwagen dienten dem Transport des schweren Maschinengewehrs 08, für das es zwei verschiedene Lafetten gab (den üblichen „Schlitten“ und den leichteren „Dreifuß“), des Zubehörs und der zugehörigen Munition. Bei den Maschinengewehr-Zügen der Reichswehr wurde je ein solcher Handwagen leer hinter dem Maschinengewehr-Wagen, schwer (If.3) angehängt. Bei Bedarf wurden die Maschinengewehre auf die Handwagen umgeladen und von Hand gezogen.
Nach Ablösung durch den Maschinengewehrwagen für MG 34, If.5 in der Wehrmacht wurden die Fahrzeuge bis Kriegsbeginn noch von den Landwehr-Infanterie-Regimentern und später bei der Ordnungspolizei in den besetzten Gebieten im Osten zum Einsatz.

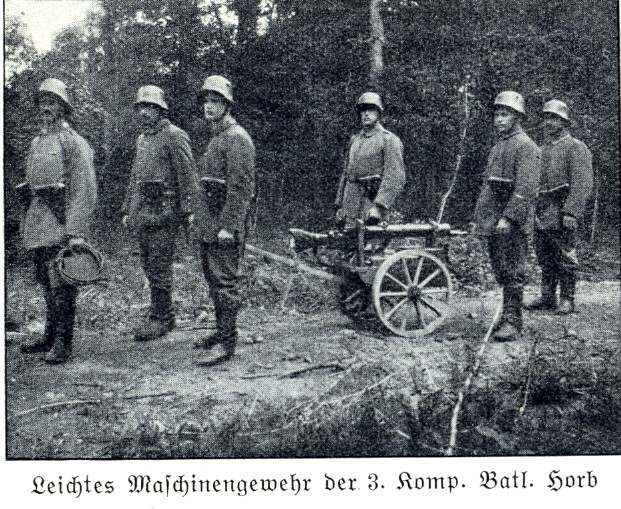
Leichtes MG 08/15 beim Transport auf Handwagen
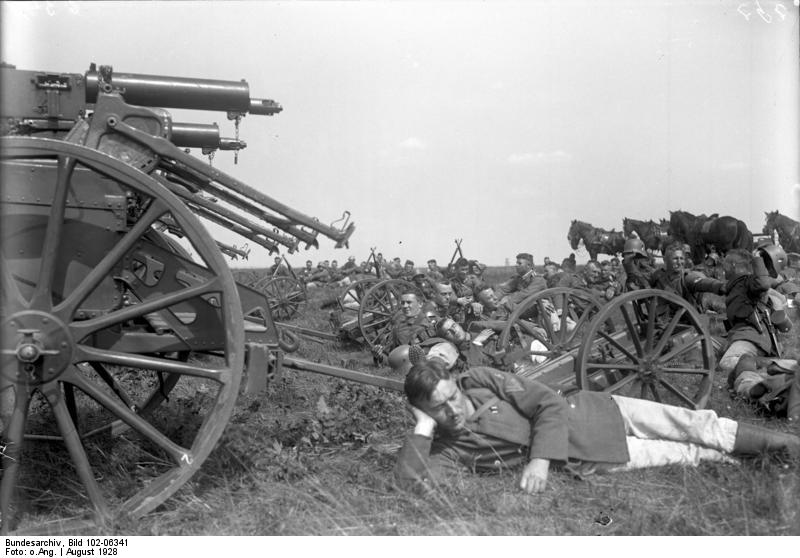
MG-Handwagen (If.1) hinter schwerem MG-Wagen (If.3)

## Maschinengewehr-Wagen für MG 08
Die mehrspännigen, pferdegezogenen Maschinengewehr-Wagen (M.G.W.) dienten der Verlastung der schweren Maschinengewehre 08 und der zugehörigen Munition der Maschinengewehr-Kompanien bei Märschen. Sie bestanden aus identischen Vorderwagen (Protzen) aber zwei verschiedenen Hinterwagen. Beide Wagen waren überwiegend aus Blech gefertigt und nutzten gewöhnliche, aus Holz gefertigte und mit einem eisernen Radreifen versehene „Feldwagenräder“. Der Vorderwagen hatte eine Stangendeichsel mit Hinterbracke, an der zwei Ortscheite zum Anschirren der beiden Stangenpferde befestigt waren (zweispänniger Zug). Die Deichsel wurde von den Stangenpferden mittels einer Steuerkette gehalten. Bei vierspännigen Zug wurden die zusätzlichen Vorderpferde mit Tauen an einer Vorderbracke angeschirrt, die dazu an der Spitze der Deichsel befestigt wurde.

### Maschinengewehr-Wagen, schwer (If.3) für zwei MG 08

#### Reichswehr
Diese Wagen wurden in der Reichswehr zunächst nur in den Maschinengewehr-Kompanien der Infanterie-Bataillone eingesetzt, nicht jedoch bei den Jäger-Bataillonen (jeweils ein Bataillon je Infanterie-Division), die ihre Maschinengewehre auf Tragtieren mitführten.
In den ersten drei Zügen der Maschinengewehr-Kompanien wurden jeweils zwei dieser Fahrzeuge zweispännig gefahren („zwospännige Züge“,auch „Kampfzüge“). Die MG-Bedienungen (je ein Gewehrführer und vier Schützen) und der Zugtrupp (je ein Richtkreisunteroffizier, ein Meßmann und zwei Melder) marschierten zu Fuß. Lediglich die Fahrer vom Bock fuhren auf den Wagen und nur der Zugführer war beritten.
Da bei der Reichswehr die Maschinengewehr-Züge aber drei Maschinengewehre hatten, wurde auf dem jeweils ersten Wagen eines Zuges nur ein Maschinengewehr, auf dem zweiten Wagen aber zwei Maschinengewehre mitgeführt. Von jedem Wagen wurde zusätzlich ein Maschinengewehr-Handwagen (If.1 oder If.2) gezogen.
Ca. 1932 wurden die Züge unter Beibehalt der Anzahl von drei Maschinengewehren auf drei Wagen verstärkt, so dass nun nur noch ein Maschinengewehr je Wagen mitgeführt wurde. Neben den Fahrern vom Bock konnten nun auch die Gewehrführer auf die Vorderwagen aufsitzen. Der Zugtrupp, bestehend aus Richtkreisunteroffizier, Meßmann und einem Melder wurde beritten; der zweite Melder blieb jedoch unberitten. Auch die Anzahl der Handwagen wurden auf drei erhöht.
Ca. 1934 wurden die „zwospännigen Züge“ auf jeweils vier Maschinengewehre gebracht und in zwei „Halbzüge“ zu je zwei Maschinengewehren und zwei Wagen eingeteilt. Zur Führung von zwei – auch getrennt voneinander eingesetzten – Halbzügen mussten die Zugtrupps verdoppelt werden. Allerdings gab es dann nur noch zwei „zwospännige“ Züge in den Maschinengewehr-Kompanien der Infanterie-Bataillone.

#### Wehrmacht
Bei der Wehrmacht wurden die Maschinengewehr-Wagen, schwer im Allgemeinen so wie bei der Reichswehr eingesetzt, jedoch wurden bei den Maschinengewehr-Zügen die vier Maschinengewehre auf nur noch zwei Maschinengewehr-Wagen verlastet, also zwei Maschinengewehre auf jedem Wagen. Für den Transport von Munition wurden anstelle der anderen beiden Maschinengewehr-Wagen, schwer nun zwei leichte Feldwagen (Hf.1) als Munitionswagen eingesetzt. Ein Halbzug bestand nun aus jeweils einem Maschinengewehr-Wagen und einem Munitionswagen.
Bei der Landwehr gab es keine ausgewiesenen Maschinengewehr-Kompanien, jedoch wurde bei jeder Landwehr-Schützen-Kompanie ein in zwei Halbzüge teilbarer Maschinengewehr-Zug etatisiert. Diese Kompanien wurden deshalb auch als „gemischte“ Kompanien bezeichnet. Den Landwehr-Maschinengewehr-Zügen wurden jedoch keine gesonderten Munitionswagen zugeteilt.
Nach Einführung des MG 34 auf Lafette als neues schweres Maschinengewehr ab 1936 wurden dann auch die Maschinengewehr-Wagen, schwer (If.3) abgelöst und durch die neuen Maschinengewehr-Wagen 36 (If.5) ersetzt.

### Maschinengewehr-Wagen, leicht (If.4) für ein MG 08

#### Kaiserreich bzw. Erster Weltkrieg
Dieser Wagen entsprach dem seit Beginn des 20. Jahrhunderts im Kaiserlichen Heer genutzten Transportfahrzeug für Maschinengewehre, überwiegend dem Maschinengewehr 08. 1912 wurde eine „leichtere“ Ausführung dieses Maschinengewehrwagens eingeführt. Außerdem wurden solche Wagen auch ohne Maschinengewehr als „Munitionswagen“ benutzt.
Vor und während des Ersten Weltkriegs bildeten je drei solche Wagen, zwei als Maschinengewehrwagen und einer als Munitionswagen, einen Maschinengewehr-Zug, drei solche Züge eine Maschinengewehr-Abteilung. Die Wagen wurden vierspännig gezogen und die komplette Bedienung des MG gefahren.
Damit wurde eine hohe Marschgeschwindigkeit und hohe täglich Marschleistung erzielt und konnten die so ausgestatteten Maschinengewehr-Abteilungen auch mit der Kavallerie zusammen eingesetzt werden.
1906 wurden Versuche durchgeführt, diese Wagen auch zweispännig zu fahren, hier mussten die Bedienungen der Maschinengewehre zu Fuß marschieren. Nur zwei Soldaten saßen je Wagen auf: ein Fahrer vom Bock und entweder ein Gewehrführer (auf Maschinengewehr-Wagen) bzw. ein Wagenführer (auf Munitionswagen). Die nach diesem Muster aufgestellten Einheiten, nun Maschinengewehr-Kompanien genannt, erreichten nur noch die übliche Marschleistung der Infanterie.

#### Reichswehr
Bei den Infanterie-Bataillonen der Reichswehr wurden jeweils drei dieser Fahrzeuge vierspännig bei den mit je drei schweren MG 08 ausgestatteten „Begleitzügen“ (den jeweils vierten Zügen der Maschinengewehr-Kompanien) benutzt (die Jäger-Bataillone, jeweils ein Bataillon je Division, hatten jedoch keine „Begleitzüge“). Reine Munitionswagen – wie im Ersten Weltkrieg – gab es nicht mehr. Auf dem Hinterwagen saßen die Schützen 2 und Schützen 3 jedes Maschinengewehrs auf, auf dem Vorderwagen die Schützen 1 und Schützen 4. Während der Zugführer, der Richtkreisunteroffizier und die Gewehrführer des 1. und 2. Maschinengewehrs ritten, saßen der Gewehrführer des 2. Maschinengewehrs, der Messmann und der Melder noch zusätzlich auf dem Wagen auf. Dabei saß der Meßmann auf dem 1. Maschinengewehr-Wagen und der Melder auf dem 3. Maschinengewehr-Wagen, und zwar jeweils in der Mitte des Vorderwagens, wo sie von den beiden außen sitzenden Schützen untergehakt wurden. Der Gewehrführer des 2. Maschinengewehrs nahm jedoch den Platz des Schützen 3 auf dem Hinterwagen des 2. Maschinengewehr-Wagens ein, dieser nahm den Platz des Schützen 4 auf dem Vorderwagen ein, so dass der Schütze 4 nun in der Mitte des Vorderwagens zu sitzen kam und sich dort unterhakte.
1923 wurden bei den Reiter-Regimentern der Reichswehr dann auch je vier dieser Wagen bei den mit je vier schweren MG 08 ausgestatteten Maschinengewehr-Zügen genutzt. Dabei wurde der Maschinengewehr-Zug in zwei „Halbzüge“ zu je zwei Maschinengewehren und zwei Wagen aufgeteilt. 1933 wurde dort die Anzahl der Maschinengewehre und Wagen auf je acht verdoppelt, die in vier Halbzüge eingeteilt waren.
Ca. 1932 wurden bei „Begleitzügen“ der Maschinengewehr-Kompanien der Infanterie-Bataillone aus dem Zugtrupp auch der Meßmann und der Melder beritten, ebenso der Gewehrführer des 2. Maschinengewehrs. Die dadurch frei werden Plätze in der Mitte der drei Vorderwagen wurden jetzt besetzt durch einen zusätzlichen Melder (1. Maschinengewehr-Wagen), einen Reserveschützen (2. Maschinengewehr-Wagen) und einen Beschlagschmied (3. Maschinengewehr-Wagen).
Ca. 1934 wurden auch die „Begleitzüge“ der Maschinengewehr-Kompanien der Infanterie-Bataillone in zwei Halbzüge zu je zwei Maschinengewehren und zwei Wagen umgegliedert. Zur Führung von zwei – auch getrennt voneinander eingesetzten – Halbzügen mussten die Zugtrupps verdoppelt werden.

#### Wehrmacht
Von der Wehrmacht wurden die Wagen zunächst genau so wie schon in der Reichswehr weiter benutzt. Nach Einführung des MG 34 auf Lafette als neues schweres Maschinengewehr ab 1936 wurden dann auch die Maschinengewehrwagen, leicht (IF.4) abgelöst. Dabei verschwanden bei der Infanterie die „Begleitzüge“ – sie gingen in „zwospännigen Kampfzügen“ auf. Bei der Kavallerie wurden die schweren Maschinengewehre MG 36 und die zugehörige Munition auf Packpferden verlastet.

## Maschinengewehr-Wagen 36 (If.5) für zwei MG 34
Bei der Wehrmacht wurde als Nachfolger des Maschinengewehrwagens, schwer (If.3) zusammen mit den MG 34 bei den Maschinengewehr-Kompanien der Infanterie-Bataillone der Maschinengewehr-Wagen 36 (If.5) eingeführt; nicht jedoch bei den Gebirgsjägern, die ihre Maschinengewehre – wie vorher die Jäger der Reichswehr – auf Tragtieren mitführten.
Wie sein Vorgänger war auch der neue Wagen aus Blech gefertigt und in einen zweirädrigen Vorderwagen und einen zweirädrigen Hinterwagen aufgeteilt, wobei der Hinterwagen zum Transport von zwei schweren Maschinengewehren MG 34 mit Maschinengewehr-Lafette 34 und der zugehörigen Munition diente.
Er wurde ebenfalls zweispännig gefahren, hatte jedoch Stahlscheibenräder mit Pneus. Die Maschinengewehre wurden auch nicht mehr offen – und damit der Witterung ausgesetzt – transportiert, sondern in verschließbaren Kästen aufbewahrt; die Lafetten wurden – mit Planen abgedeckt – außen an der Hinterwand des Hinterwagens befestigt.
Als besondere Neuheit konnten die beiden Maschinengewehre in einer „Zwillingssockel-Lafette“ auf dem Wagen fertig zur Fliegerabwehr transportiert werden. Dabei konnte auch einer der beiden Richtschützen in der Lafette auf dem Wagen mitfahren. Durch eine spezielle Vorrichtung konnte der Schütze den Hinterwagen vom Vorderwagen abkuppeln und gleichzeitig zwei Stützen ausfahren, die den Hinterwagen stabilisierten und so dem Schützen einen sicheren Stand zum Fliegerbeschuss gaben.
Ab 1941 wurde der Maschinengewehr-Wagen 36 (If.5) bei den „leichten“ Infanterie-Divisionen (den späteren Jäger-Divisionen) durch zwei einspännige Kombinationen aus je zwei Infanteriekarren (If. 8) ersetzt. Im weiteren Kriegsverlauf, als die Zwillings-Maschinengewehre ihre Wirksamkeit gegen die modernen Flugzeuge verloren hatten, wurde dies bei allen Divisionen vorgenommen.

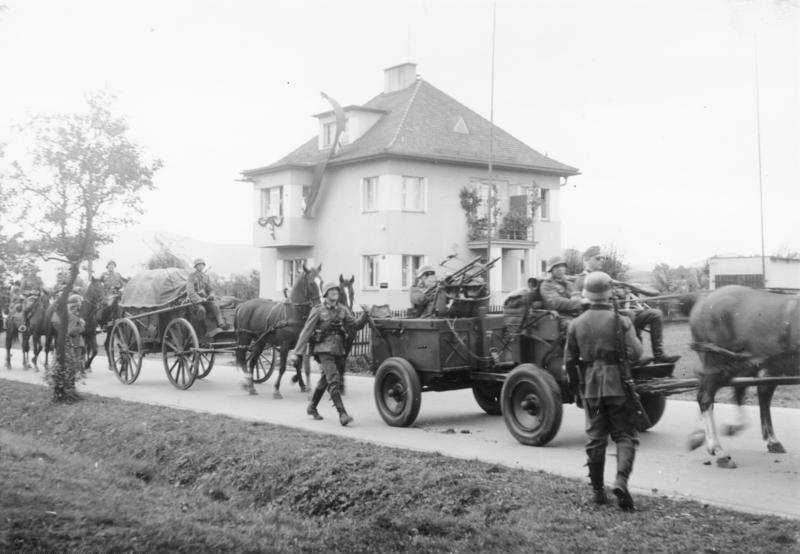
M.G.-Wagen 36 (If.5) zur Fliegerabwehr auf dem Marsch